# Rund um die Hainleite 1913
Rund um die Hainleite 1913 war die 7. Austragung des deutschen Straßenradrennens Rund um die Hainleite. Es fand im August mit Start und Ziel in Erfurt statt.

## Rennverlauf
38 Berufsfahrer standen am frühen Morgen am Start. Sie hatten eine Stunde Vorgabe auf die Amateure aufzuholen. 254 Kilometer quer durch Thüringen lagen vor den Teilnehmern. Das Ziel befand sich auf der Radrennbahn Andreasried. Dort waren noch vier Runden zu fahren. Die Profis hatten die Vorgabe bereits im ersten Renndrittel aufgeholt. Erich Aberger gewann nach einem langen Endspurt aus einer größeren Gruppe heraus auf der Radrennbahn das Finale. Mit 30,358 Kilometern pro Stunde wurde ein neuer Streckenrekord aufgestellt. Das Ergebnis der Amateure stand erst nach drei Tagen fest, da die Berichte von den Kontrollpunkten erst verspätet eintrafen. Sieger der Amateure wurde Martin Koch, der seinen Ehrenpreis dann per Post erhielt.
|     | Fahrer        | Verein/Nation | Zeit (h) |
| --- | ------------- | ------------- | -------- |
| 01. | Erich Aberger | Berlin        | 8:22:12  |
| 02. | Fritz Bauer   | Berlin        | 8:22:12  |
| 03. | Rudolf Kotsch | Kyritz        | 8:22:12  |

|     | Fahrer        | Verein/Nation | Zeit (h) |
| --- | ------------- | ------------- | -------- |
| 01. | Martin Koch   | Schweinfurt   | 8:27:12  |
| 02. | Arthur Maurer | Erfurt        | 8:27:12  |
| 03. | Valentyn Hupe | Heiligenstadt | 8:27:12  |